# Alain Roche (pianiste)
Pour les articles homonymes, voir Alain Roche et Roche (homonymie).
Alain Roche, né le 13 mars 1973 à Porrentruy, est un pianiste, compositeur et performeur franco-suisse, reconnu pour ses performances innovantes dans le domaine de la musique contemporaine. Il est particulièrement connu pour son projet Piano Vertical.
Alain Roche joue son "piano vertical" en jouant sur un piano à queue suspendu dans les airs. Depuis 2013, plus de 180 concerts avec un piano suspendu ont eu lieu dans divers pays, notamment en Allemagne, en Suisse, au Luxembourg, en France, en Autriche, en Allemagne et en Chine. Le pianiste joue même sous la pluie, à des températures comprises entre cinq et 40 degrés, et avec des vents allant jusqu'à 72 km/h,,,,. Un mécanisme spécial ramène les touches à leur position d'origine après avoir été pressées. C'est le facteur de piano jurassien Fernand Kummer, décédé depuis, qui a développé ce système mécanique. Le public écoute le concert au moyen de casques.
Le 11 août 2024, il participe à la cérémonie de clôture des Jeux olympiques.

## Biographie

### Origines et formation
Alain Roche naît le 13 mars 1973 à Porrentruy. Il est binational franco-suisse et d'origine jurassienne.
Il commence sa formation musicale au Conservatoire de Genève (E.T.M.), où il se spécialise dans la création musicale pour le théâtre et la danse.

### Parcours artistique
À partir de 2013, il se fait connaître avec son projet révolutionnaire, le Piano Vertical, où il joue du piano suspendu dans les airs. Alain Roche joue son piano à queue suspendu à plusieurs mètres du sol, souvent dans des environnements urbains ou naturels, transformant ainsi l'acte de jouer du piano en une performance physique et artistique complète. Cette approche a été saluée pour son originalité et son impact sur la scène musicale contemporaine.
En 2019, il lance le projet Chantier, où il intègre des sons captés sur des chantiers de construction à ses performances. Ce projet a été présenté dans des festivals comme le Lieu Unique à Nantes et a encore renforcé sa réputation d'artiste avant-gardiste.
Entre 2023 et 2024, il réalise une série de 181 performances matinales dans le cadre de son projet Solstice to Solstice, joué à Munich entre le solstice d'hiver et le solstice d'été. Ces concerts, donnés à l'aube, combinent musique et sons de la nature.
Le 11 août 2024, il participe à la cérémonie de clôture des Jeux olympiques.

### Collaborations et projets
Alain Roche collabore régulièrement avec la danseuse et chorégraphe Stéphanie Boll, avec qui il a fondé l'entreprise Boll & Roche en 2012. Ensemble, ils explorent les interactions entre la musique et le mouvement dans des créations scéniques innovantes.

### Vie privée
Vivant en Valais depuis 2010, il est en couple avec la danseuse et chorégraphe Stéphanie Boll.

## Discographie
- R & O (2008)
- C (2011)
- H (2014)
- L'Insolence du Printemps (2014)
- Winter Solstice (2023)[19]
- Summer Solstice (2024)[19]

## Distinctions
- Chevalier de l'ordre des Arts et des Lettres (2025)